# Župnija Čadram - Oplotnica
Župnija Čadram - Oplotnica je rimskokatoliška teritorialna župnija dekanije Slovenske Konjice Bistriško-Konjiškega naddekanata, ki je del nadškofije Maribor.

## Zgodovina

### Pražupnija Konjice
Že v letih 1085−1096 se je iz očitno preobsežno zasnovane hočke pražupnije izdvojila najprej konjiška pražupnija, vsaj leta 1146 pa še slivniška pražupnija. Vse tri so leta 1146 kot pražupnije prvič pisno omenjene v isti, do danes ohranjeni listini patriarha Pelegrina I. (1130-1161) iz Ogleja.
Konjiška pražupnija, tudi velika župnija (Grosspfarrei), je takrat obsegala ozemlje, večje od obsega sedanje Konjiške dekanije, na vzhodu je meja potekala nad Tremi kralji na Pohorju, med Tinjem in Čadramom do potoka Ložnice, med cerkvijo sv. Egidija v Kočnem in Laporjem do Boča. Na jugu po razvodju Dravinje čez Tolsti Vrh, Dolgo Goro, čez Boč nekako do Poljčanskega potoka in do meje z župnijo Ponikva in naprej do ceste, ki poteka iz Dramelj v Žičko Kartuzijo.
Na zahodu je meja potekala pod Črešnjicami in nad Frankolovim, na grič sv. Križa, Golek in Bukovo Goro in ob Dravinji navzgor do njenega izvira pod Roglo do srede Lazin, ter na severni strani po vrhu Pohorja do Javorskega vrha.
Na območju velike pražupnije je sčasoma nastalo 11 novih župnij (Čadram-Oplotnica, Poljčane, Laporje, Črešnjice, Loče, Prihova, Zreče, Kebelj, Gorenje pri Zrečah, Sveti Jernej pri Ločah, Špitalič in kot zadnja leta 1787 še župnija Žiče)
V 12. stoletju je bila zidana cerkev v  Čadramu - Oplotnici, župnija bila ustanovljena leta 1756. Pred tem so območje današnje župnije duhovno oskrbovali iz Slovenskih Konjic.. Sedanja župnijska cerkev je iz let 1895–1899.

## Sakralni objekti
|    | slika | cerkev                                                 | kraj / naselje       |
| -- | ----- | ------------------------------------------------------ | -------------------- |
| 1. |       | cerkev sv. Janeza Krstnika, Čadram župnijska cerkev    | Čadram pri Oplotnici |
| 2. |       | cerkev sv. Barbare, Malahorna podružnica               | Malahorna / Bezina   |
| 3. | 100px | cerkev sv. Miklavža, Koritno podružnica                | Koritno              |
| 4. | 100px | cerkev sv. Mohorja in Fortunata, Lačna Gora podružnica | Lačna Gora           |